# جوهر جاسباريان
جوهر جاسباريان (بالأرمنية: Գոհար Գասպարյան) ـ (القاهرة، مصر 14 ديسمبر 1924 - يريفان، أرمينيا 16 مايو 2007)، مغنية أوبرالية أرمنية، تعرف بالعندليب الأرمني.
ولدت جاسبريان في أسرة أرمنية تعيش بالقاهرة، ودرست الموسيقى بمصر ثم هاجرت سنة 1948 إلى أرمينيا وقت أن كانت جمهورية من جمهوريات الاتحاد السوفيتي، ضمن آلاف من الأرمن عادوا من بلدان الشرق الأوسط إلى موطن آبائهم.
في سنة 1949 بدأت جاسباريان الغناء في دار الأوبرا الأرمنية، وقد شاركت طوال حياتها الفنية بالغناء في 23 أوبرا، إلى جانب الغناء في حفلات خاصة بها. استكملت جاسباريانن دراستها الموسيقية في كونسرفتوار يريفان الموسيقي الحكومي، وقد حصلت جاسبريان على عدد من الجوائز من بينها جائزة فنان الشعب السوفيتية، ولقب بطل العمل الاشتراكي، ووسام ميسروب ماشتوتس.

## روابط خارجية
- جوهر جاسباريان على موقع IMDb (الإنجليزية)
- جوهر جاسباريان على موقع ميوزك برينز (الإنجليزية)
- جوهر جاسباريان على موقع ديسكوغز (الإنجليزية)